# Maakindustrie
Maakindustrie is dat deel van de industrie dat materialen tot nieuwe producten verwerkt. Deze tak wordt soms ook discrete industrie of discrete productie genoemd en onderscheidt zich van de procesindustrie. Tot de maakindustrie behoren onder meer de sectoren machinebouw, metaaltechniek, auto-industrie, kunststofverwerking en de textielindustrie. Soms wordt de term maakindustrie evenwel breder gebruikt, en omvat dan tevens de mijnbouw, de productie en distributie van elektriciteit, de distributie van aardgas, en de waterleidingbedrijven.
Internationaal is er een terugval van het aandeel van de maakindustrie in de totale toegevoegde waarde. Toch wordt deze sector beschouwd als een belangrijke motor voor de economie.

## België
In 2015 was de industrie in België goed voor 17% van de toegevoegde waarde. Itinera pleit ervoor om dit op te trekken tot 20%. Meer innovatie lijkt daarbij aangewezen. Om dit te stimuleren werden een aantal initiatieven genomen. Zo werd in 2013 "Made Different" opgericht door Agoria in samenwerking met Sirris. Made Different wil de maakindustrie stimuleren tot een toekomstgerichte industrie. Op 20 oktober 2014 lanceerde de Vlaamse Regering onder meer in samenwerking met de vijf universiteiten het nieuwe Strategisch OnderzoeksCentrum voor de Maakindustrie ("SOC Maakindustrie"), samen met de website "Flanders Make".
De provincie Limburg lanceerde in 2017 de website "Slimme Maakindustrie" om maakbedrijven te helpen bij het implementeren van nieuwe technologieën.

## Nederland
Een analyse van 2013 toonde aan dat de industrie in Nederland de belangrijkste economische sector was. In totaal stond deze sector voor € 70 miljard toegevoegde waarde, 14% van het totaal. De maakindustrie leverde met € 50 miljard hieraan de grootste bijdrage, goed voor 10% van het totaal. Nederland stond in 2015 in de Europese top 3 inzake productiegroei in de maakindustrie.

## Onderscheidingen
- Sinds 2015 wordt in België jaarlijks de Factory of the Future Award uitgereikt aan de meest toekomstgerichte Belgische maakbedrijven.[12]
- Sinds 2016 wordt in België jaarlijks de Belgian Maker Award uitgereikt aan een bedrijf dat in België produceert.[13] Deze prijs is een initiatief van UNIZO in samenwerking met DHL-Express.

## Beste maakbedrijven
Het tijdschrift Management Team publiceert jaarlijks de "Maakindustrie 100", een top 100 van de beste maakbedrijven met een omzet tussen de 15 en 500 miljoen euro - de grootste bedrijven zitten er dus niet bij - en die actief zijn als b2b-bedrijf. Voor Nederland wordt deze top gepubliceerd sinds 2013, voor België sinds 2016.